# Joseph-Nicolas-Pancrace Royer
Joseph-Nicolas-Pancrace Royer (Turín, 1703-París, 11 de enero de 1755) fue un compositor y clavecinista saboyano naturalizado francés.

## Trayectoria
Nacido en Turín hijo de un capitán de artillería, mayordomo de las fuentes y jardines de la corte de Saboya, Royer al principio se apoyó en la música solo por diversión. Cuando muere su padre sin dejarle herencia, se lanza a ella con fervor dándose a conocer como clavecinista y organista. Cuenta la tradición que trabajó con Marc-Roger Normand dit Couprin o Coprino (1663-1734), primo hermano de François Couperin, organista y maestro di cappella (director de coro) en Turín. En 1725 lo encontramos en París donde se naturaliza, mientras comienza a ganarse la vida como profesor de clavecín. Su incursión, como la de muchos de sus colegas, en la Opéra-Comique, está atestiguada el mismo año: Le fâcheux veuvage en el Théâtre de la Foire Saint-Laurent, y luego Crédit est mort en 1726 en el de Saint-Germain, óperas cómicas de bufones, que contienen numerosas "canciones" de carácter popular y fácilmente recordables. Es el cronista Jean-Benjamin de Laborde quien nos informa que tuvo un puesto como maestro de música en la Ópera (la Real Academia de Música), que habría ocupado desde 1730 hasta 1733. Esto coincide con su primera gran obra lírica, Pirro, estrenada en escena el 19 de octubre de 1730 y que el Mercure de France, en la misma fecha, cita en sus columnas: "Esta obra […] debe hacer el honor al Poeta y al Músico por la hermosas piezas encontradas allí."
El 15 de noviembre de 1734, el joven autor obtuvo el nombramiento real para el cargo de maestro de música de los príncipes, que compartiría con Jean-Baptiste Matho (1663-1743). El 20 de marzo del año siguiente obtuvo el cargo de cantor de música de cámara del Rey, ocupado por Matho que dimitió. La muerte de este último dejó a Royer como el único titular del puesto de profesor de clavicémbalo para los príncipes y le permitió obtener el privilegio de publicar, a partir del 3 de febrero de 1735, cualquier "pieza para órgano y clavicémbalo, sonatas y otras obras de música instrumental de su composición". Unos años más tarde, el 5 de septiembre de 1739, Royer volvió a los escenarios con el ya célebre ballet heroico Zaïde, Reine de Grenade, cuya “música daba gran placer” (según el Mercure de France).

## Obras

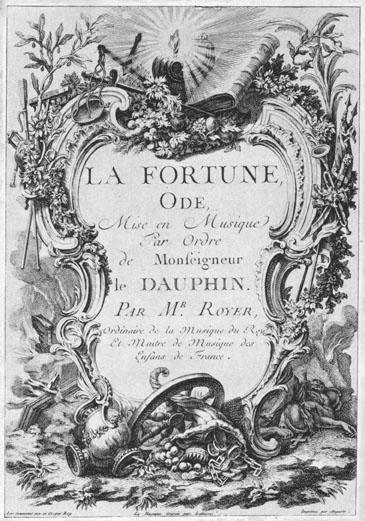
Cubierta de Ode à la Fortune.

La obra de Pancrace Royer sobresale por sus óperas y transcripciones para clave de porciones operísticas.
Algunas de sus obras ordenadas por orden cronológico son: 
- 1725: Le fâcheux veuvage.
- 1726: Crédit est mort.
- 1730: Pyrrhus.
- 1739: Zaïda, reina de Granada.
- 1740: Sonata.
- 1743: Le pouvoir de l'Amour.
- 1746: Ode à la Fortune.
- 1746: Pièces de clavecin.
- 1748: Almasis.
- 1750: Myrtil et Zélie.
- 1750: Requiem aeternam.
- 1751: Venite exultemus.
- 1752: Pandora.